# Bastia Umbra
Bastia Umbra là một đô thị ở Province of Perugia trong vùng Umbria, có khoảng cách khoảng 15 km về phía đông nam của Perugia. Tại thời điểm ngày 31 tháng 12 năm 2004, đô thị này có dân số 20.523 người và diện tích là 27,6 km².
Bastia Umbra giáp các đô thị: Assisi, Bettona, Perugia, Torgiano.

## Twin towns
- Höchberg, ĐưcĐức
- Sant Sadurnì, Tây Ban Nha
- Luz-Saint-Sauveur, Pháp